# پریستیمانتیس سبز
پریستیمانتیس سبز (نام علمی: Pristimantis viridis) نام یک گونه از زیرراسته نوغوکان است.